# Finlayson-Hörnchen
Das Finlayson-Hörnchen (Callosciurus finlaysonii) ist eine Hörnchenart aus der Gattung der Echten Schönhörnchen (Callosciurus). Es kommt in Südostasien in Myanmar, Thailand, Kambodscha, Laos und Vietnam vor, zudem wurde es in Singapur und auch in Europa, nämlich in Italien, eingebürgert.

## Merkmale
Das Finlayson-Hörnchen erreicht eine Kopf-Rumpf-Länge von 19 bis 22 Zentimetern und ein Gewicht von etwa 280 Gramm. Der Schwanz erreicht eine Länge von etwa 17 bis 22 Zentimetern und ist damit etwa ebenso lang wie der Restkörper. Die Färbung der Tiere ist sehr variabel und kann sich sowohl innerhalb wie auch zwischen den Unterarten individuell sehr stark unterscheiden. Das Spektrum reicht von ganz weißen über rote bis zu ganz schwarzen Tieren sowie zu verschiedenen Kombinationen dieser und weiterer Farben im Rücken- und Bauchfell.

## Verbreitung

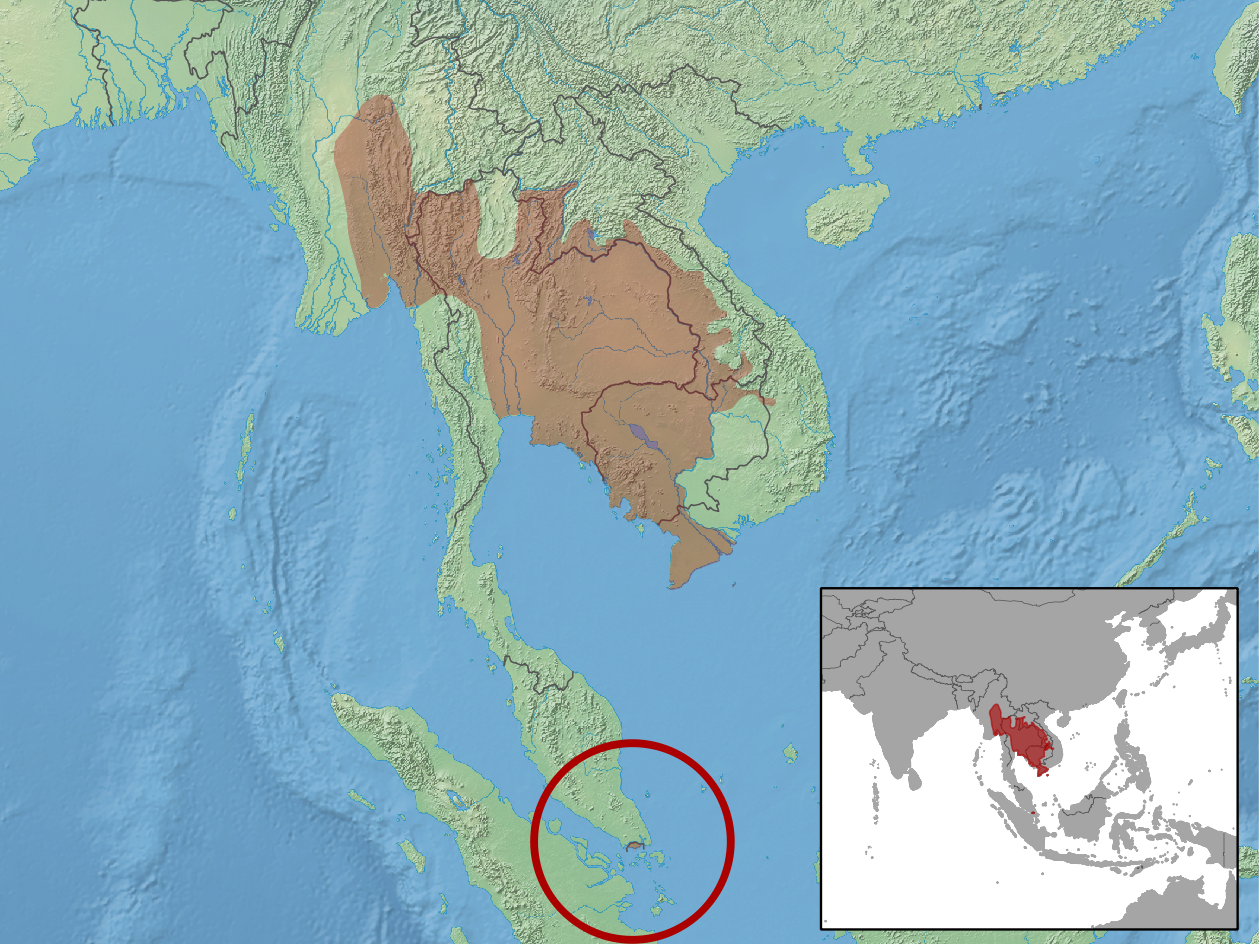
Verbreitungsgebiet (braun) des Finlayson-Hörnchens nach IUCN. Kreismitte (Singapur) = eingebürgert. Die Einbürgerungsregion in Italien ist nicht dargestellt.

Das Finlayson-Hörnchen kommt in Südostasien in Teilen von Myanmar, Thailand, Kambodscha und Laos bis zum Mekong-Delta in Vietnam vor. Darüber hinaus wurde es in Singapur und auch in Europa, in Italien, eingebürgert.
In Italien wurde die Art 1981 eingeführt, wobei die Populationen von einem 1981 in einem Park freigelassenen Paar in Acqui Terme im Nordwesten Italiens ausgehen. 1998 wurde die Gesamtzahl der Tiere in dem Park auf 40 bis 50 geschätzt, weitere Tiere befanden sich in umliegenden Gärten und Baumbeständen.

## Lebensweise

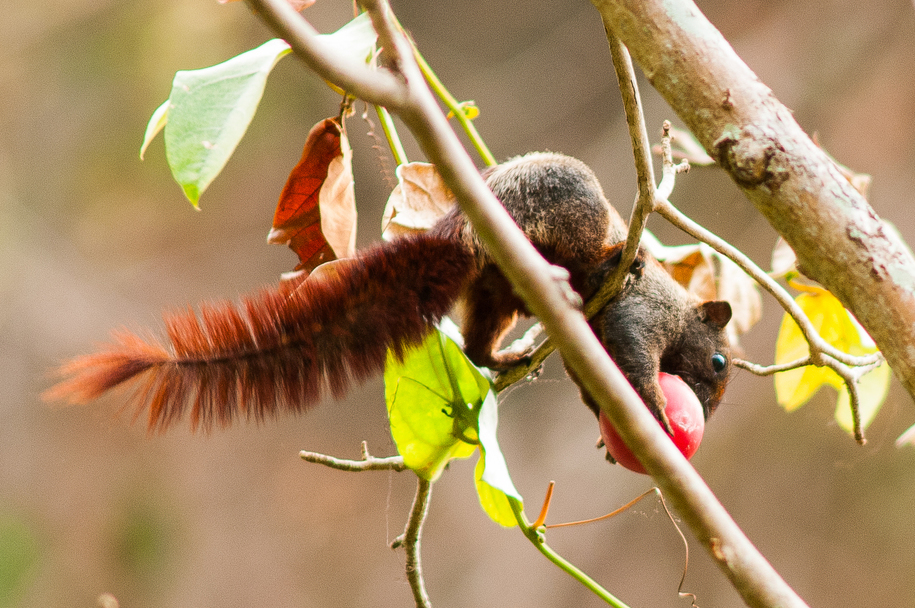
Finlayson-Hörnchen mit Frucht

Das Finlayson-Hörnchen ist wie alle anderen Arten der Gattung primär baumlebend (arboricol), kommt jedoch selten auch auf den Boden. Es kommt in zahlreichen Waldlebensräumen vor, von offenen Wäldern über Kokosnussplantagen bis zu dichten Waldbeständen. Dabei ist es auch sehr anpassungsbereit gegenüber Lebensraumveränderungen und -umwandlungen.
Aktivität und Lebensweise des Finlayson-Hörnchens wurden vor allem an der in Italien eingeführten Population untersucht, während aus den natürlichen Verbreitungsgebieten nur vergleichsweise wenige Daten vorliegen. Die Art ist tagaktiv und ernährt sich überwiegend von Pflanzen, vor allem Früchten, Samen, Blüten und Knospen. Hauptsächlich im Winter frisst sie auch Rinden und Baumharz. Seltener ernährt sie sich auch von Insekten, hier meist Ameisen. Für die Nahrungssuche wird der größte Teil der Aktivitätszeit aufgewendet, im Sommer nimmt dieser Anteil aufgrund der Nahrungsverfügbarkeit deutlich ab.

## Systematik

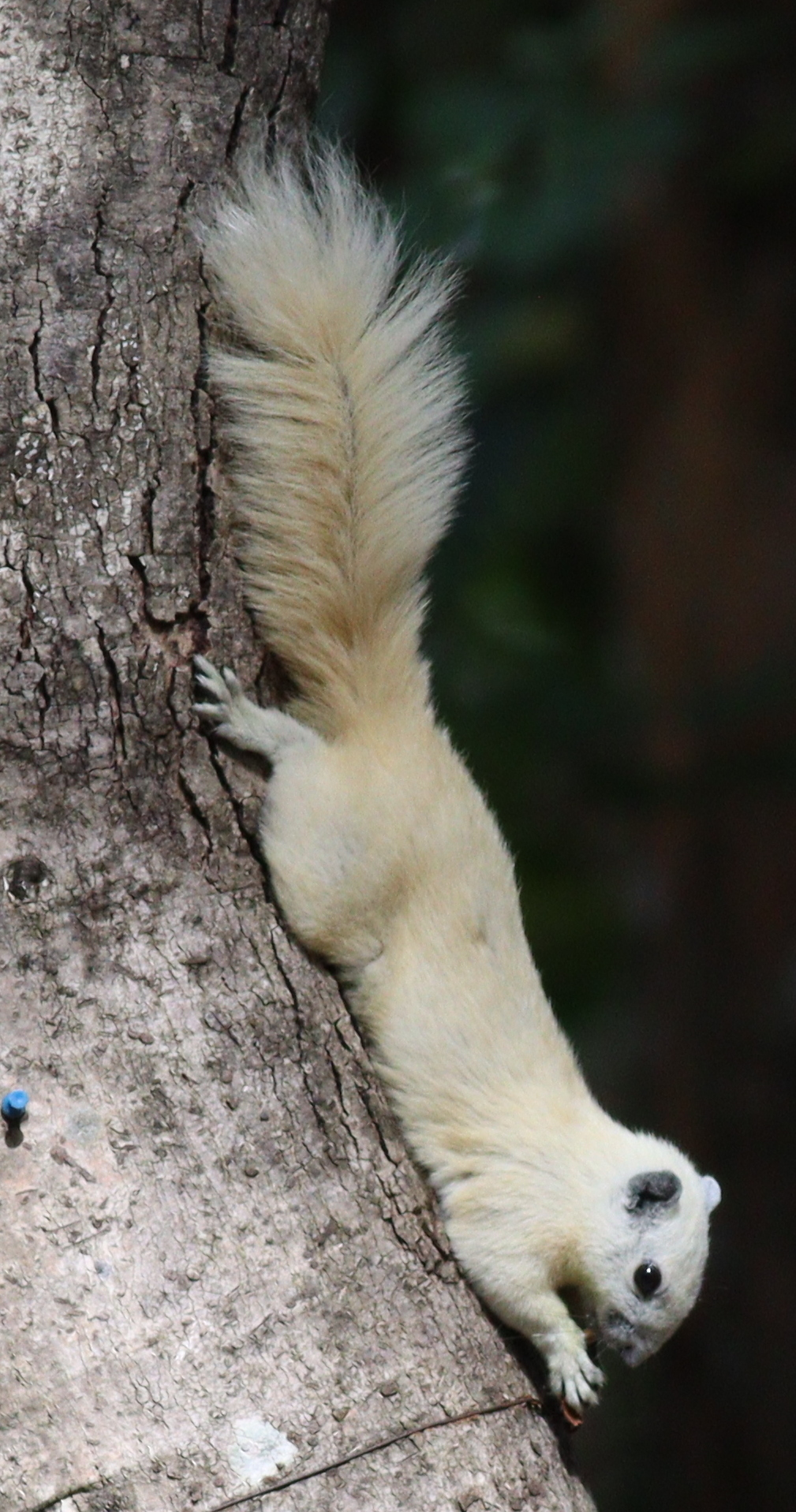
Finlayson-Hörnchen in weißer Farbvariante

Das Finlayson-Hörnchen wird als eigenständige Art innerhalb der Gattung der Echten Schönhörnchen (Callosciurus) eingeordnet, die aus 15 Arten besteht. Die wissenschaftliche Erstbeschreibung stammt von Thomas Horsfield aus dem Jahr 1823; er beschrieb die Art von der thailändischen Insel Sichang im Golf von Thailand. Es wurde nach dem schottischen Naturalisten und Reisenden George Finlayson benannt.
Innerhalb der Art werden einschließlich der Nominatform je nach Autor mindestens 15 Unterarten unterschieden:
Inselformen:
- Callosciurus finlaysonii finlaysonii: Nominatform; Vorkommen auf der thailändischen Insel Sichang im Golf von Thailand. Die Nominatform ist vollständig weiß mit einem gelblichen Einschlag auf dem Rücken.
- Callosciurus finlaysonii albivexilli: Vorkommen auf der thailändischen Insel Kut. Die Form ist schwarz mit weißer Schwanzspitze.
- Callosciurus finlaysonii folletti: Vorkommen auf der thailändischen Insel Phai. Die Form ist grau-weiß.
- Callosciurus finlaysonii frandseni: Vorkommen auf der thailändischen Insel Chang. Die Form ist rot mit grauen Flanken.
- Callosciurus finlaysonii germaini: Vorkommen auf der vietnamesischen Insel Côn Son. Die Form ist vollständig schwarz.
- Callosciurus finlaysonii harmandi: Vorkommen auf der vietnamesischen Insel Phú Quốc. Die Form hat ein rotbraunes Rückenfell, der Bauch ist hellrot und der Schwanz gräulich.
- Callosciurus finlaysonii honnghensis: Vorkommen auf der vietnamesischen Insel Hon Nghe. Die Form ist auf der Schnauze, an den Ohren und Wangen gräulich, auf dem Kopf, den Vorder- und Hinterbeinen sowie den Seiten grauschwarz, gemischt mit elfenbeinweiß.[6]
- Callosciurus finlaysonii trotteri: Vorkommen auf der thailändischen Insel Lan. Die Form ist grau mit einem weißen Schwanz und schwarzen Füßen.

Festlandformen:
- Callosciurus finlaysonii annellatus: Vorkommen im südlichen Laos sowie in Zentral- und Ost-Kambodscha. Die Form ist rotbraun mit einem cremeweißen Band am Schwanzansatz.
- Callosciurus finlaysonii bocourti: Vorkommen in Zentral-Thailand. Die Form ist variabel gezeichnet mit einem schwarzen Rücken und einem weißen bis cremeweißen Bauch und Kopf.
- Callosciurus finlaysonii boonsongi: Vorkommen im nordöstlichen Thailand. Die Form ist auf dem Rücken fast vollständig schwarz und bauchseits grau mit einer weißen Umrandung der Ohren.
- Callosciurus finlaysonii cinnamomeus: Vorkommen im südöstlichen Thailand. Die Form ist in der Regel vollständig rotbraun, manchmal auch olive-agutifarben.
- Callosciurus finlaysonii ferrugineus: Vorkommen in Myanmar. Die Form ist vollständig rot.
- Callosciurus finlaysonii menamicus: Vorkommen im nördlichen Zentral-Thailand. Die Form ist vollständig rot mit Ausnahme der sandfarben-weißen Schwanzspitze.
- Callosciurus finlaysonii nox: Vorkommen im Küstengebiet Thailands südöstlich von Bangkok. Die Form ist vollständig schwarz.
- Callosciurus finlaysonii sinistralis: Vorkommen im nordwestlichen Thailand. Die Form ist rotbraun mit einem cremeweißen Band am Schwanzansatz.
- Callosciurus finlaysonii williamsoni: Vorkommen in Laos. Die Form hat eine rote bis orangefarbene Rückenfärbung und eine davon scharf abgegrenzte kastanienbraune Bauchfärbung.

## Status, Bedrohung und Schutz

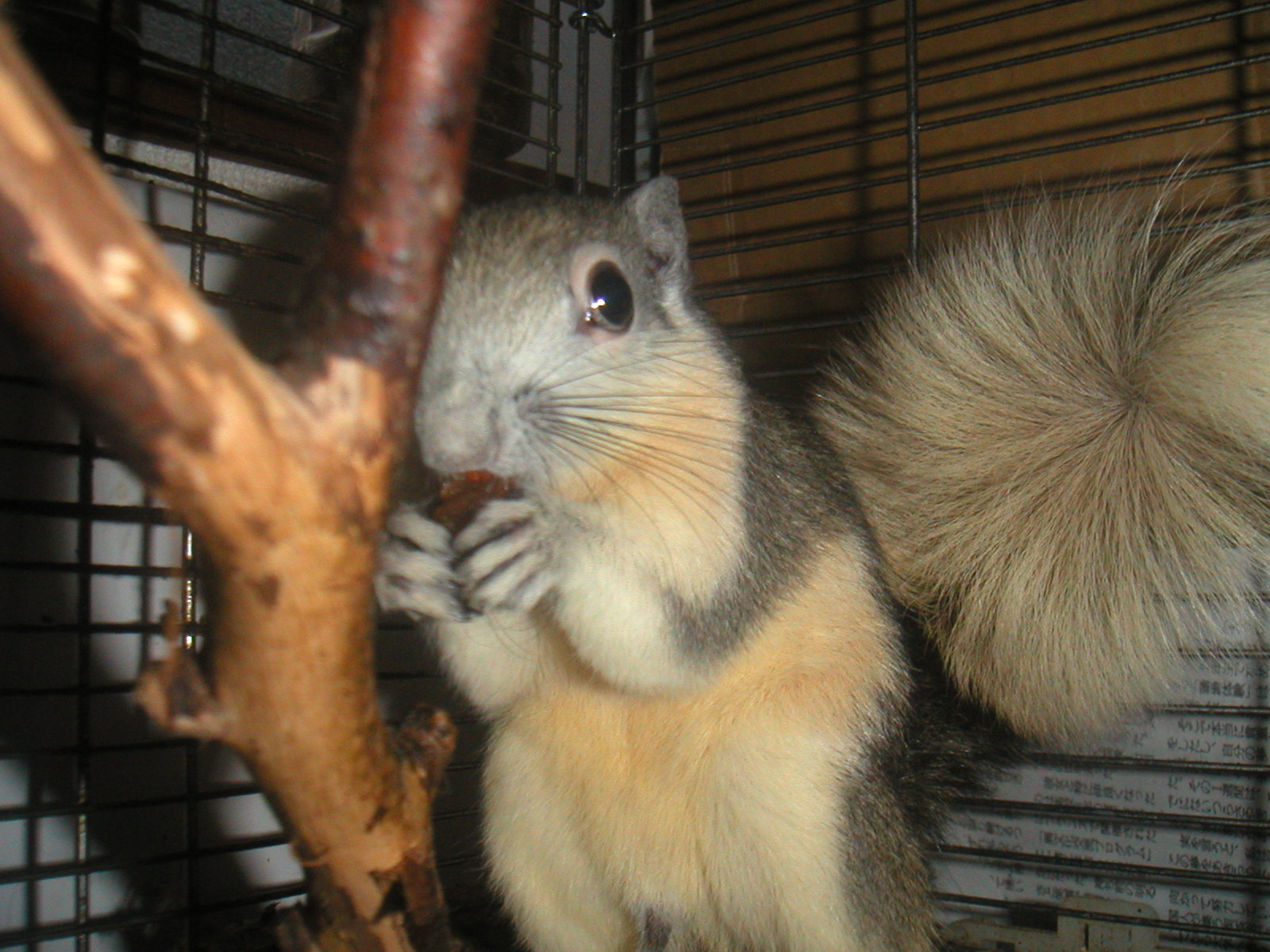
Finlayson-Hörnchen als Haustier in einem Käfig

Das Finlayson-Hörnchen wird von der International Union for Conservation of Nature and Natural Resources (IUCN) aufgrund des großen Verbreitungsgebietes, seiner sehr guten Anpassungsfähigkeit an Lebensraumveränderungen, seines Vorkommens in Schutzgebieten und der wahrscheinlich relativ stabilen Bestände als nicht gefährdet (Least Concern) eingeordnet. Konkrete Risiken für die Bestände sind nicht bekannt.
Als eingeführte Art und potenzielle invasive Art wird das Finlayson-Hörnchen vor allem in Italien betrachtet und beobachtet. Seit 2022 ist die Art auf der Liste invasiver gebietsfremder Arten von unionsweiter Bedeutung der EU. Ein- und Ausbringen, Befördern, Halten, Vermehren und Freisetzen sind damit verboten.

## Belege
1. 1 2 3 4 5  
Richard W. Thorington Jr., John L. Koprowski, Michael A. Steele: Squirrels of the World. Johns Hopkins University Press, Baltimore MD 2012; S. 139–142, ISBN 978-1-4214-0469-1.
2. 1 2 3 4 5  
Callosciurus finlaysonii in der Roten Liste gefährdeter Arten der IUCN 2014.2. Eingestellt von: J.W. Duckworth, R. Timmins, R. Paar, 2008. Abgerufen am 25. Oktober 2014.
3. 1 2 3 4  
Sandro Bertolino, Peter J. Mazzoglio, Manuela Vaiana, Italo Currado: Activity budget and foraging behavior of introduced Callosciurus finlaysonii (Rodentia, Sciuridae) in Italy. Journal of Mammalogy 85(2), 2004; S. 254–259. doi:10.1644/BPR-009
4. 1 2 3  
Callosciurus finlaysonii In: Don E. Wilson, DeeAnn M. Reeder (Hrsg.): Mammal Species of the World. A taxonomic and geographic Reference. 2 Bände. 3. Auflage. Johns Hopkins University Press, Baltimore MD 2005, ISBN 0-8018-8221-4.
5. ↑  
T. Horsfield: Zoological researches in Java, and the neighbouring islands. Teil 7, Kingsbury, Parbury & Allen, London, 1823, (Digitalisat).
6. ↑  
Duong Thuy Vu, Son Truong Nguyen, Masaharu Motokawa, Tu Ngoc Ly, Phuong Huy Dang, Hai Tuan Bui, Minh Duc Le, Hideki Endo and Tatsuo Oshida: A new subspecies of Finlayson’s squirrel from an isolated island offshore of the Indochina Peninsula in southern Vietnam. Mammalia 86 (1), 2022, S. 66–76. doi:10.1515/mammalia-2021-0015
7. ↑  
Durchführungsverordnung (EU) 2022/1203 der Kommission vom 12. Juli 2022 zur Änderung der Durchführungsverordnung (EU) 2016/1141 zwecks Aktualisierung der Liste invasiver gebietsfremder Arten von unionsweiter Bedeutung Amtsblatt der Europäischen Union, L 186/10 vom 16. Juli 2022 (deutsche Fassung).